# Tamás Szántó
Tamás Szántó (* 18. Februar 1996 in Sopron) ist ein ehemaliger ungarischer Fußballspieler.

## Karriere
Szántó begann seine Karriere in seiner Heimatstadt beim FC Sopron. Danach kam er nach Österreich zum SK Rapid Wien. Bei Rapid spielte er auch in der Akademie. Im November 2013 debütierte er gegen den Wiener Sportklub in der Regionalliga für die Zweitmannschaft.
Im Februar 2016 stand er erstmals im Kader der Profis. Sein Debüt in der Bundesliga gab er im Juli 2016 am zweiten Spieltag der Saison 2016/17 gegen den SCR Altach, als er in Minute 63 für Arnór Ingvi Traustason eingewechselt wurde. Im Oktober 2016 verlängerte er seinen Vertrag in Wien bis Juni 2021. In der Saison 2016/17 kam er insgesamt zu 29 Bundesligaeinsätzen, in denen er fünf Tore erzielte. Im Juli 2017 zog er sich kurz nach Start der Saison 2017/18 einen Leistenbruch zu und fiel bis Oktober 2017 aus, nach seiner Genesung wurde er zunächst wieder über die Amateure an die Profis herangeführt. Ab November 2017 kam er wieder für die Bundesligamannschaft zum Zug. Nach sechs Bundesligaeinsätzen zog er sich im März 2018 einen schweren Knorpelschaden im Knie zu. Von dieser Verletzung erholte sich Szántó nie, nach über drei Jahren Leidenszeit beendete er schließlich im April 2021 kurz vor seinem Vertragsende bei Rapid seine Karriere im Alter von 25 Jahren.

## Persönliches
Sein Vater Csaba war ebenfalls Fußballspieler und spielte für Rába ETO und Sopron in der NB I.